# Adara (Atauro)
Adara ist eine Aldeia auf der südostasiatischen Insel Atauro, die zu Osttimor gehört (Suco Beloi, Gemeinde Atauro). 2015 lebten in der Aldeia 452 Menschen. Weniger als 200 davon leben im Ort Adara.

## Geographie und Einrichtungen
Die Aldeia Adara liegt im Westen der Insel Atauro. Südlich liegt die Aldeia Maquer und östlich die Aldeias Usubemaço und Arlo. An der Nordwestküste befindet sich das Dorf Adara. Hier gibt es eine medizinische Station. Beim Dorf ist der Strand durch ein Riff eingefasst. Nach einer schmalen Küstenebene steigt das Land in Stufen an. Das Land ist hier von tropischem Trockenwald bedeckt.

## Kultur
Ungewöhnlich für das mehrheitlich katholische Osttimor ist, dass die Mehrheit der nördlichen Bewohner Atauros Protestanten sind. Sie wurden durch niederländische Calvinisten im 20. Jahrhundert von Alor aus missioniert. Hier wird der Dialekt Rahesuk der Nationalsprache Wetar (Atauru, Adabe) gesprochen.
In Adara leben die Wawata Topu (deutsch Taucherinnen), Frauen, die mit Harpunen und Schwimmbrillen unter Wasser auf Fischjagd gehen. Die Menschen leben ansonsten von der Züchtung von Nutztieren (Hühnern, Schweinen), etwas Landwirtschaft (hauptsächlich Mais) und von Essbarem aus dem Wald und von den Riffen.